# Convolvulus scammonia
Convolvulus scammonia is een overblijvende plant uit de windefamilie, voorkomend in het oosten van het Middellandse Zeegebied. De wetenschappelijke naam kreeg de soort in 1753 van Carl Linnaeus in Species plantarum. De naam 'Scammonia' nam hij over van Gaspard Bauhin, die hem als geslachtsnaam voor dezelfde soort gebruikte. Bauhin op zijn beurt geeft aan dat hij de naam van Dioscorides heeft. Het sap van de aangesneden wortel werd, in gedroogde vorm, lang als geneesmiddel ('scammonium') aangewend.

## Kenmerken

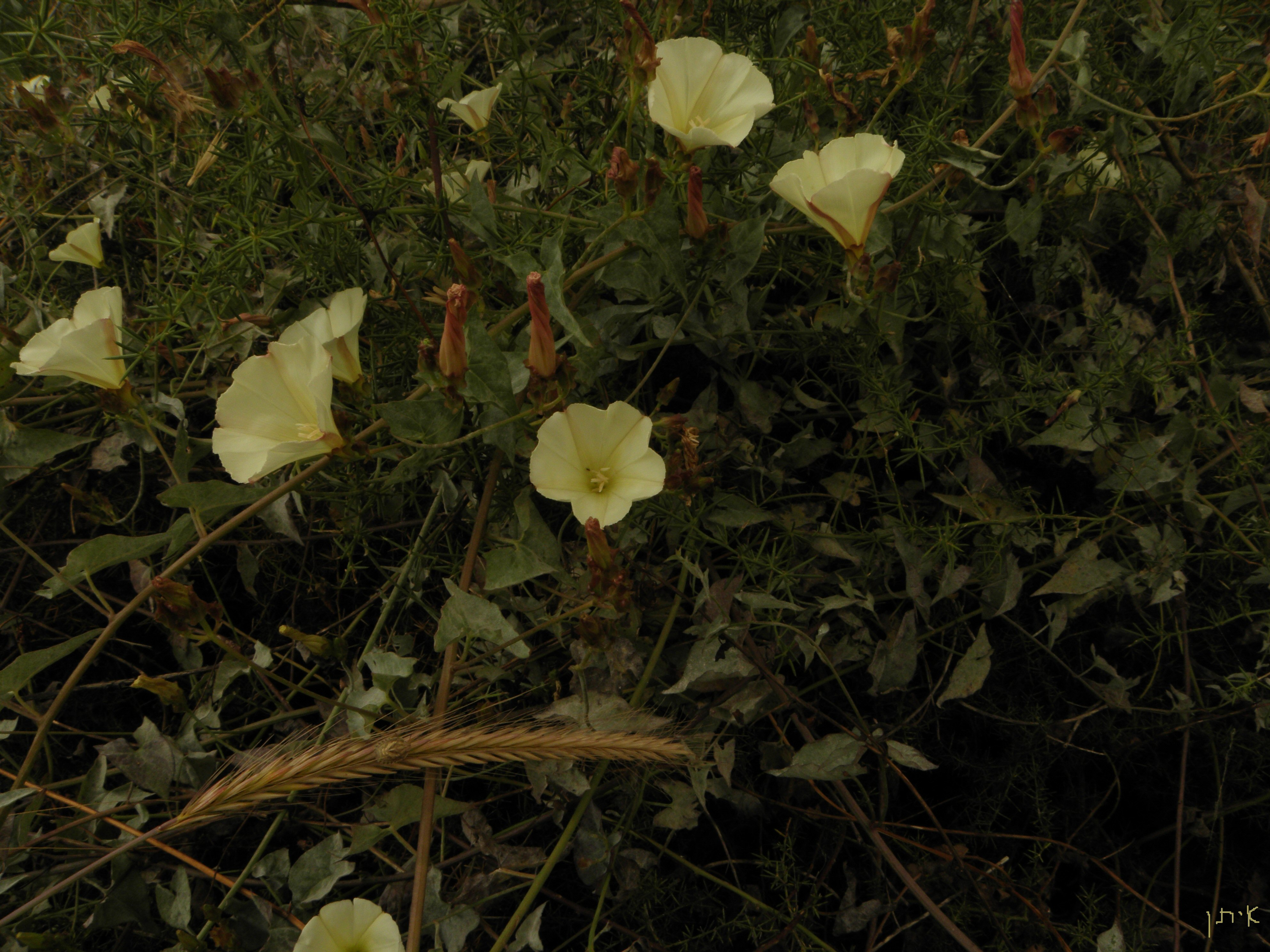

Het is een geofyt met een 5–7 cm dikke, tot een meter lange, vlezige wortel, en windende, tot 75 cm lange, stengels. De hele plant is onbehaard. De gesteelde bladen staan verspreid langs de stengel (een blad per knoop). De bladvorm van het gaafrandige blad is onregelmatig speervormig. De bloemstengels staan in de bladoksels, zijn veel langer dan de schutbladen, en dragen doorgaans drie of meer tweeslachtige bloemen. De vijf kelkbladen zijn toegespitst. De kroonbladen zijn vergroeid, 25–45 mm lang, en bleekgeel, met aan de onderzijde vijf roze-rode strepen.

## Verspreiding
De plant komt voor in de Sinaï, Israël, Jordanië, Syrië, Libanon, Irak, Turkije en De Krim. Hij groeit van nature in ruigtes. 

## Gebruik
Het gedroogde melksap dat uit de wortel van de levende plant werd gewonnen, werd onder de naam 'scammonium' al voor Hippocrates gebruikt als een sterk laxeermiddel. De werkzame stoffen zijn harsachtige glycosiden, waaronder 'scammonine'. Aleppo in Syrië en Smyrna in Turkije waren tot de eerste helft van de twintigste eeuw belangrijke productielocaties van scammonium. Omdat het product daar vaak werd aangelengd, werd de stof ook wel op een alternatieve manier geproduceerd door gedroogde wortels te importeren, en met ethanol de werkzame stoffen te extraheren. De op die manier verkregen hars werd 'patent-scammonium' genoemd, ter onderscheid met Aleppo-scammonium en Smyrna-scammonium.